# Silver Creek (Mississippi)
Silver Creek é uma cidade  localizada no estado americano de Mississippi, no Condado de Lawrence.

## Demografia
Segundo o censo americano de 2000, a sua população era de 209 habitantes.
Em 2006, foi estimada uma população de 233, um aumento de 24 (11.5%).

## Geografia
De acordo com o United States Census Bureau tem uma área de
2,7 km², dos quais 2,7 km² cobertos por terra e 0,0 km² cobertos por água.

## Localidades na vizinhança
O diagrama seguinte representa as localidades num raio de 36 km ao redor de Silver Creek.